# Юпитер поверженный
«Юпитер поверженный. Повесть IV века» — исторический роман В. Я. Брюсова. Является продолжением романа «Алтарь Победы», однако события поданы с другой точки зрения; от читателя не требуется знать сюжета предыдущего романа. Писательские задачи не требовали глубокого погружения читателя в реалии Римской империи эпохи упадка, изменилась стилистика. Из-за холодного приёма критиками предыдущего романа на античную тему, Валерий Брюсов забросил работу, четвёртая, заключительная, часть романа так и не была написана. Впервые текст был опубликован вдовой писателя И. М. Брюсовой в 1934 году.

## Сюжет
В сюжетном отношении «Юпитер поверженный» — это самостоятельное произведение, в котором общими являются лишь немногие герои, и от читателя не требуется быть знакомым с фабулой «Алтаря Победы». Действие происходит спустя десять лет, то есть в 393—394 годах. Действие начинается в монастыре Мармутье на Луаре, иноком которого стал Юний — главный герой «Алтаря…», ныне — смиренный Варфоломей. Роман должен был продемонстрировать путь бывшего Юния к истинной вере и христианскому мировоззрению. Повествование построено в виде воспоминаний Варфоломея-Юния о событиях, продолжившихся после окончания «Алтаря Победы». Главный герой женат на Лидии, но разрывается между нею и полубезумной Сильвией, а затем и Гесперией (героиней «Алтаря Победы»), которой вновь понадобился главный герой. Он бросает жену, но, прибыв в Рим, узнаёт о смерти Сильвии. Рукопись обрывается на моменте, когда Юний направляется к её дому. Можно предположить, что жизнь главного героя условно «поделена» автором на опыт духовного нисхождения, изображённого в «Алтаре Победы», и, возможно, духовного восхождения в недописанном «Юпитере поверженном». Смысл заглавия не раскрывается в более или менее законченных частях романа. Только во втором варианте плана четвёртой книги указано, что римская партия Гесперии и верховного жреца Флавиана освятили свой поход против императора Феодосия строительством золотой статуи Юпитера, которая была уничтожена победителями в гражданской войне. Как должна была закончиться жизнь Гесперии — неясно из бумаг Брюсова.
Американский литературовед Кирстен Лодж предположила, что прототипом дальнейшего жизненного пути Юния явился Сидоний Аполлинарий, образованный галло-римлянин, который также проделал путь от язычника к духовному лицу.

## История создания
Вероятно, ещё в период журнальной публикации «Алтаря Победы» (примерно в начале 1912 года) Брюсов начал работать над продолжением — «Юпитер поверженный», которое так и не было окончено. Рукопись существовала как минимум в двух вариантах (а начало текста даже в четырёх), каждый из которых включал машинопись и автографы. Повесть увидела свет в сборнике неизданной брюсовской прозы, напечатанного его вдовой в 1934 году, но текст оказался составлен из перемешанных между собой первого и второго вариантов, поскольку публикатор заботился о совпадении действующих лиц и сюжетных линий. В собрании сочинений 1975 года был опубликован второй авторский вариант как самый полный из дошедших автографов — 141 страница с брюсовской нумерацией (две книги полностью окончены, третья обрывается на предпоследней главе, четвёртая существовала только в виде проспектов и планов). Текст должен был состоять из четырёх книг, как и в «Алтаре…».
М. Гаспаров отмечал, что создание нового романа оказалось для Брюсова несравнимо более сложной задачей, поскольку все основные идейные коллизии и средства художественной выразительности были уже использованы в первом романе. Самоповторы не предполагались, поэтому в проспекте «Полного собрания сочинений» 1912 года под «Алтарь Победы» были зарезервированы два тома, а для продолжения — только один. Равным образом были исчерпаны средства развития сюжета, поэтому Брюсов был вынужден ввести образ Сильвии, откровенно повторявшей фанатичку Рею первого романа; в ранних редакциях «Юпитера поверженного» Сильвии ещё нет. Однако органично вписать новую героиню в сюжетную конструкцию так и не удалось. В качестве средства создания художественной напряжённости удалось задействовать стилистическую перспективу: в отличие от первого романа, герой описывает события спустя много лет из монастырского уединения, осуждая свою языческую молодость. В первых главах Брюсов искусно имитировал стиль латинских христианских авторов, прежде всего, «Исповеди» Августина. Однако выдержать единство стиля не удалось уже к началу второй книги. Образ полубезумной Сильвии увлёк писателя, что привело к созданию в 1914 году самостоятельной повести «Рея Сильвия», и работа над романом прервалась навсегда.

## Издания
- Неизданная проза : Юпитер поверженный и фрагменты других историч. рассказов / Ред. И. М. Брюсовой ; Статьи И. М. Брюсовой и Игоря Поступальского. — М.—Л. : ГИХЛ, 1934. — 213 с.
- «Алтарь Победы». «Юпитер поверженный» // Собрание сочинений. В 7-ми томах / Подготовка текстов Л. Н. Смирновой. Примеч. В. Я. Брюсова и М. Л. Гаспарова. Статья-послесловие М. Л. Гаспарова. — М. : Худож. лит., 1975. — Т. 5. — 672 с.